# Diaspidiotus danzigae
Diaspidiotus danzigae är en insektsart som beskrevs av Kuznetsov 1976. Diaspidiotus danzigae ingår i släktet Diaspidiotus och familjen pansarsköldlöss. Inga underarter finns listade i Catalogue of Life.